# 세종실록 지리지
《세종실록 지리지》(世宗實錄地理志)는 《세종실록》에 실린 지리지이다. 1454년(문종 2년)에 편찬하였으며, 각 도(道)의 연혁·고적·물산(物産)·지세 등이 상세하게 기록되었다. 《세종실록》 163권 중 제148권에서 제155권에 수록되어 있는데(8권 8책), 그 후에 나온 《동국여지승람》의 연원이 되었다.
1938년 조선총독부 중추원에서 《교정세종실록지리지(校正世宗實錄地理志)》라는 제목으로 출판하였다.

## 내용
세종실록의 부록으로 따로 편찬된 '지리지'에는 서문과 현 서울인 경도 한성부, 옛 서울인 개성 유후사, 그리고 서울 주변인 경기, 충청도, 경상도 등이 역사적 설명과 함께 기술되어 있다.
- 서문

| “ | 우리 나라 지리지가 대략 《삼국사(三國史)》에 있지만, 다른 데에는 참고할 만한 것이 없어, 우리 세종 대왕이 윤회, 신장 등에게 명하여 주군(州郡)의 연혁을 밝혀 이 글을 짓게 해서, 임자년(1432년)에 이루어졌는데, 그 뒤 주와 군이 갈라지고 합쳐진 것이 한결같지 아니하다. 특히 양계(兩界)에 새로 설치한 주(州)·진(鎭)을 들어 그 도(道)의 끝에 붙인다. | ” |

- 경도 한성부[2]
- 구도 개성 유후사[3]
- 경기[4]
- 충청도[5]
- 경상도[6]
- 전라도[7]
- 황해도[8]
- 강원도[9]
  - 삼척 도호부, 울진현에 울릉도에 대한 기술이 나온다.[10]
- 평안도[11]
- 함길도[12]

## 같이 보기
- 동국여지승람
- 세종실록
- 신찬팔도지리지